# Ben Affleck
Ben Affleck (tên khai sinh Benjamin Géza Affleck-Boldt, sinh ngày 15 tháng 8 năm 1972 là một nhà biên kịch, đạo diễn, diễn viên, nhà sản xuất phim người Mỹ và là anh trai của Casey Affleck. Ben Affleck nổi lên trong giai đoạn thập niên 1990, sau khi tham gia bộ phim Mallrats, sau đó anh đã trở thành biên kịch trẻ nhất trong lịch sử giành giải Oscar cho kịch bản xuất sắc nhất ở tuổi 25 khi cùng người bạn thân Matt Damon chắp bút cho bộ phim Good Will Hunting. Affleck đã tham dự khá nhiều bộ phim có kinh phí lớn, ví dụ như Armageddon, Trân Châu Cảng, Changing Lanes, The Sum of All Fears và Daredevil.
Sau mối quan hệ với nữ diễn viên Gwyneth Paltrow năm 1998, Affleck đã gây xôn xao với mối tình cùng diễn viên, ca sĩ Jennifer Lopez. Sau khi chia tay Lopez năm 2004, anh hẹn hò với Jennifer Garner. Hai người kết hôn năm 2005 và có với nhau 3 người con, gồm 2 con gái là Violet Affleck (sinh năm 2005) và Seraphina Affleck (sinh năm 2009) cùng một cậu con trai tên Samuel Garner Affleck (sinh năm 2012). 2 người li dị vào năm 2018 sau 3 năm sống li thân. Đầu năm 2021, anh tái hợp với bạn gái cũ Jennifer Lopez và tuyên bố tái đính hôn vào tháng 4 năm 2022.
Affleck có tham gia các hoạt động chính trị, cùng với một tổ chức phi lợi nhuận dành cho trẻ em có tên là A-T. Anh đã cùng với người bạn thân thời niên thiếu Matt Damon thành lập một công ty sản xuất có tên là LivePlanet.

## Các bộ phim đã tham gia
| Năm  | Tiêu đề                                                                                          | Vai diễn                 | Ghi chú                                                       |
| ---- | ------------------------------------------------------------------------------------------------ | ------------------------ | ------------------------------------------------------------- |
| 1984 | The Voyage of the Mimi                                                                           | C.T. Granville           |                                                               |
| 1992 | School Ties                                                                                      | Chesty Smith             |                                                               |
| 1992 | Buffy the Vampire Slayer                                                                         | Basketball Player 10     | Uncredited                                                    |

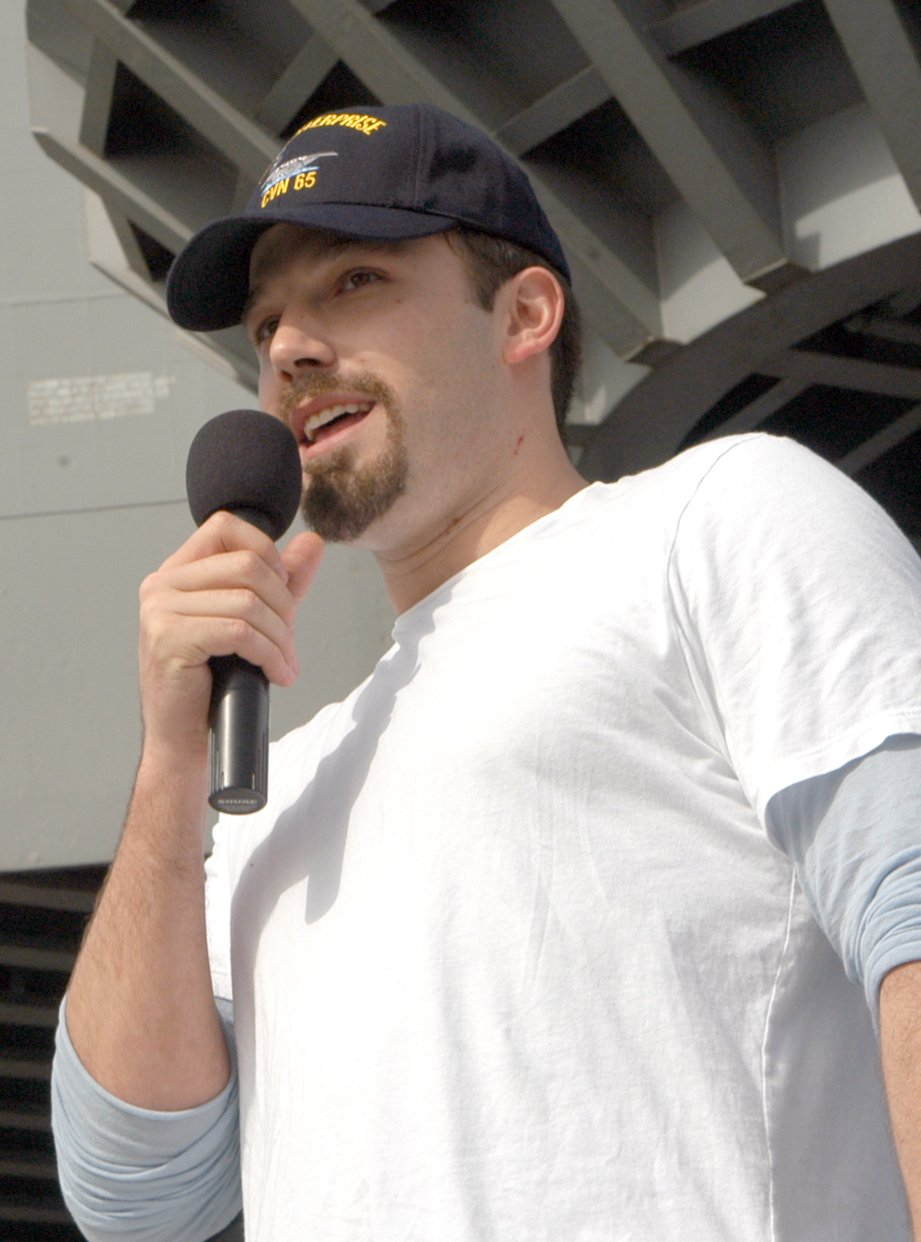
Ben Affleck

| 1993 | I Killed My Lesbian Wife, Hung Her on a Meat Hook, and Now I Have a Three-Picture Deal at Disney | N/A                      | Phim ngắn, đạo diễn                                           |
| 1993 | Dazed and Confused                                                                               | Fred O'Bannion           |                                                               |
| 1995 | Mallrats                                                                                         | Shannon Hamilton         |                                                               |
| 1995 | Glory Daze                                                                                       | Jack                     |                                                               |
| 1997 | Good Will Hunting                                                                                | Chuckie Sullivan         | Kiêm biên kịch                                                |
| 1997 | Chasing Amy                                                                                      | Holden McNeil            |                                                               |
| 1997 | Going All the Way                                                                                | Tom "Gunner" Casselman   |                                                               |
| 1998 | Shakespeare in Love                                                                              | Edward Alleyn            |                                                               |
| 1998 | Armageddon                                                                                       | A.J. Frost               |                                                               |
| 1998 | Phantoms                                                                                         | Bryce Hammond            |                                                               |
| 1999 | Dogma                                                                                            | Bartleby                 |                                                               |
| 1999 | Forces of Nature                                                                                 | Ben Holmes               |                                                               |
| 1999 | 200 Cigarettes                                                                                   | Bartender                |                                                               |
| 2000 | Bounce                                                                                           | Buddy Amaral             |                                                               |
| 2000 | Reindeer Games                                                                                   | Rudy Duncan              |                                                               |
| 2000 | Boiler Room                                                                                      | Jim Young                |                                                               |
| 2001 | Jay and Silent Bob Strike Back                                                                   | Holden McNeil/Bản thân   |                                                               |
| 2001 | Trân Châu cảng                                                                                   | Rafe McCawley            |                                                               |
| 2002 | The Sum of All Fears                                                                             | Jack Ryan                |                                                               |
| 2002 | Changing Lanes                                                                                   | Gavin Banek              |                                                               |
| 2003 | Paycheck                                                                                         | Michael Jennings         |                                                               |
| 2003 | Gigli                                                                                            | Larry Gigli              |                                                               |
| 2003 | Daredevil                                                                                        | Matt Murdock / Daredevil |                                                               |
| 2004 | Surviving Christmas                                                                              | Drew Latham              |                                                               |
| 2004 | Jersey Girl                                                                                      | Ollie Trinke             |                                                               |
| 2005 | Elektra                                                                                          | Matt Murdock / Daredevil | Bị cắt                                                        |
| 2006 | Clerks II                                                                                        | Gawking Guy              |                                                               |
| 2006 | Hollywoodland                                                                                    | George Reeves            |                                                               |
| 2006 | Man About Town                                                                                   | Jack Giamoro             |                                                               |
| 2007 | Gone Baby Gone                                                                                   |                          | Kiêm đạo diễn                                                 |
| 2007 | Smokin' Aces                                                                                     | Jack Dupree              |                                                               |
| 2009 | He's Just Not That Into You                                                                      | Neil                     |                                                               |
| 2009 | State of Play                                                                                    | Stephen Collins          |                                                               |
| 2009 | Extract                                                                                          | TBA                      |                                                               |
| 2010 | The Town                                                                                         | Doug MacRay              |                                                               |
| 2011 | The Company Men                                                                                  | Bobby Walker             |                                                               |
| 2012 | Argo                                                                                             | Tony Mendez              | Kiêm đạo diễn và nhà sản xuất                                 |
| 2012 | To the Wonder                                                                                    | Neil                     |                                                               |
| 2013 | Runner Runner                                                                                    | Ivan Block               |                                                               |
| 2014 | Gone Girl                                                                                        | Nick Dunne               |                                                               |
| 2016 | Batman v Superman: Dawn of Justice                                                               | Bruce Wayne / Người Dơi  |                                                               |
| 2016 | Suicide Squad                                                                                    | Bruce Wayne / Người Dơi  | Uncredited                                                    |
| 2016 | The Accountant                                                                                   | Christian Wolff          |                                                               |
| 2016 | Live by Night                                                                                    | Joe Coughlin             | Also director, writer and producer                            |
| 2017 | Bending the Arc                                                                                  | N/A                      | Documentary; executive producer                               |
| 2017 | Justice League                                                                                   | Bruce Wayne / Người Dơi  | Kiêm điều hành sản xuất                                       |
| 2019 | Triple Frontier                                                                                  | Tom "Redfly" Davis       |                                                               |
| 2019 | Jay and Silent Bob Reboot                                                                        | Holden McNeil            | Cameo                                                         |
| 2020 | The Last Thing He Wanted                                                                         | Treat Morrison           |                                                               |
| 2020 | The Way Back                                                                                     | Jack Cunningham          |                                                               |
| 2021 | Zack Snyder's Justice League                                                                     | Bruce Wayne / Người Dơi  | Điều hành sản xuất Bản gốc của Justice League ra mắt năm 2017 |
| 2021 | The Last Duel                                                                                    | Count Pierre d'Alençon   | Also writer and producer                                      |
| 2021 | The Tender Bar                                                                                   | Uncle Charlie            |                                                               |
| 2022 | Deep Water                                                                                       | Vic Van Allen            | Hậu kỳ                                                        |
| 2022 | The Flash                                                                                        | Bruce Wayne / Người Dơi  | Hậu kỳ (chia sẻ vai diễn với Michael Keaton)                  |
| TBA  | Hypnotic                                                                                         | TBA                      | Hậu kỳ                                                        |